# Microprius carinicollis
Microprius carinicollis es una especie de coleóptero de la familia Zopheridae.

## Distribución geográfica
Habita en los territorios que antes se llamaban Rodesia.